# راماراجیاملو بیمارجو
راماراجیاملو بیمارجو 
(به تلوگویی: Ramarajyamlo Bheemaraju) فیلمی محصول سال ۱۹۸۳ و به کارگردانی ای. کوداندارامی ردی رائو است. در این فیلم بازیگرانی همچون کریشنا، سری دوی موهان ایفای نقش کرده‌اند.